# Oshwe
Oshwe es una aglomeración rural formada por poco más de 20.000 habitantes en la orilla izquierda del río Lukenie, en la provincia de Mai-Ndombe, en la República Democrática del Congo (RDC). La población estimada en 2012 era 22.576 personas. La ciudad cuenta con el aeropuerto de Oshwe (OACI: FZBD)  y se encuentra  a una altitud de 350 m. Está comunicada por las carreteras RP208 y RS212 con la capital provincial Inongo, al sudeste.

## Medio ambiente
Oshwe se encuentra en la provincia de Mai-Ndombre, una entidad administrativa muy poco poblada (14 hab/km2) con una superficie de unos 150.000 km2, saturada de agua, con humedales, numerosos ríos y el lago Mai-Ndombe, además de densas selvas. La localidad de Oshwe es también la capital del Territorio de Oshwe, formado por una comuna (Oshwe), con siete consejeros municipales, y cuatro sectores.
Las riquezas de la región son, además de la abundancia de agua y las selvas, los productos de caza y la ganadería, que abastecen sobradamente a sus habitantes. La selva está repleta de maderas preciosas que exportan las multinacionales madereras hacia los países industrializados. Entre ellas, figuran el wengué (Millettia laurentii), el sapeli (Entandrophragma cylindricum) y el iroko (Milicia excelsa).
Mai-Ndombe se encuentra en la cubeta central del río Congo. El relieve es muy monótono, con una altitud media de 500 m, aunque Oshwe se encuentra un poco por debajo, a 350 m. El clima se caracteriza por la regularidad, con una media anual cercana a los 27-28 oC y una variabilidad de 1 a 3 oC en el norte, en la zona de Kiri y Oshwe. En esta zona, las lluvias alcanzan los 2000 mm anuales, con dos estaciones secas y dos estaciones húmedas. Las lluvias más abundantes caen entre febrero y mayo y entre septiembre y diciembre. Las estaciones secas o menos lluviosas se dan entre mayo y agosto y entre enero y febrero. En la época húmeda hace más calor, con una media de 28 oC y en la seca baja a 26 oC. En la zona del norte, en Oshwe, donde llueve más, el bosque forma un dosel permanente a 35-40 m de altura.

## Problemas
A pesar de las riquezas naturales, la población de Oshwe vive en la pobreza y tiene una economía de subsistencia basada en la agricultura, la caza, la ganadería y la pesca artesanal. Entre otras razones, se encuentra la falta de comunicaciones que dificulta o impide la salida de los productos del territorio. El aeropuerto está dañado, y Oshwe es accesible actualmente por el río Lukenie o en moto por carreteras muy dañadas. El viaje en barco desde Kinsasa, a 477 km en línea recta, dura de siete a diez días.
En septiembre de 2010, cientos de personas se manifestaron contra SODEFOR (Société de Développement Forestier), una subsidiaria de Nordsudtimber, de Liechtenstein . Exigían el cese de la tala industrial en la región, que degrada la selva tropical de la que depende la comunidad sin traer beneficios a la comunidad empobrecida.

## Desarrollo
En 2012, la estación de radio de Oshwe se convirtió a la energía solar y aumentó la altura de su antena, lo que le permitió transmitir información a otras aldeas en un radio de 100 km.
En 2003 se transfirió a Oshwe el centro de salud MEMOTRA, que había sido creado en 2000 en Takeeta, 44 km al norte de Oshwe. Con una superficie de 996,5 m2, consta de una sala de consultas y otras dos destinadas a la observación y hospitalización de pacientes. Además de este centro, hay otros siete centros de salud y dispensarios privados en la zona.